# 小池遥
小池 遥（こいけ はるか、1995年6月22日 - ）は、日本の女子バスケットボール選手である。WリーグのシャンソンVマジック所属。ポジションはポイントガード。ニックネームは「ヒカリ」。

## 人物
新潟県新潟市出身。
大阪薫英女学院高校でインターハイ・ウィンターカップともにベスト8、大阪人間科学大学進学後もインカレで3位。
2018年、シャンソンVマジックにアーリーエントリーとして加入。
2020-21シーズンより主将を務める。
2021年4月、東京オリンピック日本代表候補に選出される。
2022年5月、FIBA女子ワールドカップ日本代表候補に選出される。

## 経歴
- 大阪薫英女学院高 - 大阪人間科学大 - シャンソンVマジック（2017〜）